# Slovenský zväz ľadového hokeja
Der Slovenský zväz ľadového hokeja (deutsch Slowakischer Eishockeyverband, kurz SZĽH) ist der nationale Eishockeyverband der Slowakei, der am 2. Februar 1993 gegründet wurde. Die Geschäftsstelle des Verbandes befindet sich in Bratislava. Auf internationaler Ebene repräsentieren die slowakische Eishockeynationalmannschaft der Männer und der Frauen den Verband. Präsident des Verbandes ist Martin Kohút.
Zum Verband gehören 101 Eishockeyvereine, bei denen insgesamt 10.175 Spieler registriert sind (Stand: 18. Juni 2018), die sich aus 2.196 Senioren- und 7.979 Juniorenspielern zusammensetzen. Dazu kommen insgesamt 552 Trainer und 357 Schiedsrichter. Zudem gehören dem Verband 71 Eishockeyschulen für Kinder und 28 weiterführende Eishockeyschulen an.

## Spielbetrieb
Der Verband ist für die gesamte Spielbetriebsdurchführung, bis auf die höchste Spielklasse – die Extraliga, in der Slowakei verantwortlich und betreibt folgende Spielklassen:
- Slovenská hokejová liga: 16 Mannschaften in zwei regionalen Gruppen
- 2. hokejová liga: 14 Mannschaften in zwei regionalen Gruppen
- Extraliga (Frauen): 7 Mannschaften
- Slovnaft Extraliga (U20-Junioren): 14 Mannschaften
- 1. liga (U20-Junioren): 12 Mannschaften
- Extraliga (U18-Junioren): 16 Mannschaften
- 1. liga (U18-Junioren): 18 Mannschaften
- Schüler-Liga: insgesamt 120 Mannschaften in regionalen Staffeln